# Ruzsics kántortanító
Ruzsics kántortanító (vendül Kantor-školnik Ružič, szlovénül Kantor-učitelj Ružič) 18. századi felsőszölnöki elemi iskolai népi tanító, költő. Keresztneve a mai napig ismeretlen, akárcsak életpályája. A Ruzsics név előfordul Felsőszölnökön, változata Rüsics, de az még nem bizonyítja, hogy valóban szlovén volt. Eléggé valószínű, hogy etnikai hovatartozása inkább horvát.

1789-ben írta meg kántorkönyvét, ami vend nyelvjárásban szóló miseénekeket tartalmaz. Több kántor-könyv is keletkezett akkoriban a Tótságban, a legrégibb a martyánci (mártonhelyi) énekeskönyv, mely a 17. századból származik. Felsőszölnökön Horváth András tanító 1780-ban is írt egy másik énekeskönyvet.
A Ruzsics-féle kántorkönyvet a tanítói utódai a gerecsaveci Bertalanits Mihály és az istvánfalvi Marics Ferenc is továbbterjesztették. Utóbbi 1815-től istvánfalvi tanító.

## Külső hivatkozás
- Fülöp László: A felsőszölnöki plébánia névrendszere 1750-1800
- Változó Világ: A Magyarországi szlovének, Írta: Mukics Mária, PRESS PUBLICA 2003. ISBN 963-9001-83-X
- Francek Mukič – Marija Kozar: Slovensko Porabje, Mohorjeva Družba, Celje 1982.